# روث لورنزو
روث لورنزو (به انگلیسی: Ruth Lorenzo) (زاده ۱۰ نوامبر ۱۹۸۲) خواننده اسپانیایی است.
او در مسابقه آواز یوروویژن ۲۰۱۴ نماینده اسپانیا بود.